# 貝氏錐首魚
貝氏錐首魚，為黑頭魚科的其中一種，為深海魚類，分布於西印度洋阿拉伯海海域，棲息深度2300-2380公尺，棲息在中層水域，生活習性不明。